# Gare de Montfarville
La gare de Montfarville, dite aussi halte ou station, est une gare ferroviaire française de la ligne de Valognes Montebourg à Saint-Vaast et à Barfleur (la gare et la ligne sont déclassées). Elle est située sur le territoire de la commune de Montfarville dans le département de la Manche en région Normandie.
De type halte, Montfarville est mise en service en 1886 par la Compagnie de chemins de fer départementaux (CFD) et fermée en 1948.

## Situation ferroviaire
Établie à 8 mètres d'altitude, la halte de Montfarville est située au point kilométrique (PK) 034 de la ligne de Valognes Montebourg à Saint-Vaast et à Barfleur, entre les gares de Valcanville - Anneville et de Barfleur.

## Histoire
En 1880, le projet d'établissement des haltes et station de la deuxième section, entre Saint-Vaast et Barfleur du projet de « ligne de Valognes-Montebourg à Barfleur par Saint-Vaast », prévoit la construction de deux stations et deux haltes dont l'une est située à Montfarville.
La halte de Montfarville est mise en service le 20 avril 1886 par la Compagnie de chemins de fer départementaux (CFD), lorsqu'elle ouvre officiellement à l'exploitation sa ligne à deux branches de Valognes Montebourg à Saint-Vaast et à Barfleur.

## Patrimoine ferroviaire
L'ancien bâtiment de la halte est toujours présent, en bon état, en juillet 2013,.